# Округ Фултон (Охајо)
Округ Фултон (енгл. Fulton County) је округ у америчкој савезној држави Охајо.

## Демографија
По попису из 2010. године број становника је 42.698, што је 614 (1,5%) становника више него 2000. године.
| Група             | 2000.          | 2010.          |
| Белци             | 39.011 (92,7%) | 38.569 (90,3%) |
| Афроамериканци    | 103 (0,2%)     | 183 (0,4%)     |
| Азијати           | 175 (0,4%)     | 183 (0,4%)     |
| Хиспаноамериканци | 2.422 (5,8%)   | 3.341 (7,8%)   |
| Укупно            | 42.084         | 42.698         |